# Karoline Krüger (Sängerin)
Karoline Krüger (* 13. Februar 1970 in Bergen) ist eine norwegische Sängerin.

## Karriere
Noch als Schülerin der Katedralskole in Bergen gewann sie den Melodi Grand Prix und durfte daher beim Eurovision Song Contest 1988 in Dublin für ihr Land antreten. Mit der Popballade For vår jord erreichte sie den fünften Platz. In jenem Jahr erschien auch ihr Debütalbum. Darüber hinaus veröffentlichte sie die englischsprachige Single You Call It Love, die in dem Film Die Studentin zu hören war. Der Song erreichte Platz acht der französischen Singlecharts. Weitere Veröffentlichungen beschränkten sich danach wieder auf den norwegischen Musikmarkt.
Seit den 2000er Jahren ist sie verstärkt als Musicaldarstellerin und Komponistin tätig. Sie ist mit Sigvart Dagsland verheiratet und hat zwei Töchter.
2023 nahm sie an der Fernsehshow Hver gang vi møtes teil, in der die eingeladenen Musiker Songs der jeweils anderen singen. Ihr ESC-Beitrag For vår jord wurde daraufhin in der Version von Emma Steinbakken ein Top-10-Hit, sie selbst konnte sich mit der Zusammenstellung ihrer Beiträge in den Albumcharts platzieren.

## Diskografie
Alben

| Jahr | Titel               | Höchstplatzierung, Gesamtwochen, AuszeichnungChartsChartplatzierungen (Jahr, Titel, Platzierungen, Wochen, Auszeichnungen, Anmerkungen) | Anmerkungen                                                     |
| Jahr | Titel               | NO | Anmerkungen                                                     |
| ---- | ------------------- | --- | --------------------------------------------------------------- |
| 1988 | Fasetter            | NO16 (2 Wo.)NO |                                                                 |
| 1991 | En gang i alles liv | NO20 (2 Wo.)NO |                                                                 |
| 1996 | Den andre historien | NO36 (1 Wo.)NO |                                                                 |
| 2013 | Jul                 | NO3 (8 Wo.)NO | Weihnachtsalbum mit Sigvart Dagsland                            |
| 2023 | Hver gang vi møtes  | NO19 (2 Wo.)NO | Sammlung ihrer Beiträge zur Fernsehshow Hver gang vi møtes 2023 |

Weitere Alben
- En gang i alles liv (1991)
- Fuglehjerte (1993)
- Sirkeldans (1999)
- De to stemmer (2004)
- Veggen (2011)
- Labyrinter! (2018, mit Fru Nitters Rytmeorkester)